# 板倉由明
板倉 由明（いたくら よしあき、1932年3月 - 1999年2月4日）は、日本の経営者、南京事件研究家、戦史研究家。元南京戦史編集委員。

## 生涯
神奈川県横浜市南区出身。1958年横浜国立大学工学部を卒業後、製菓機械製造業の板倉製作所を経営し、1981年頃からその傍ら、戦史研究、特に南京事件や慰安婦問題、歴史教科書問題などに取り組んだ。南京事件論争では、中国側の被虐殺者を1～2万人と推定し、30万人説などの大虐殺を主張する論者を一貫して批判した。『南京戦史』（偕行社）編集委員。
南京事件については同じくある程度の虐殺を認める現代史家の秦郁彦とは論戦をしながらも親しい間柄であった。また、南京虐殺の完全否定派とも言うべき田中正明とも親交があった。中央公論社が田中正明による松井石根大将（南京攻略戦総司令官）の陣中日誌等の改竄を発見した際には、旧陸軍士官らの親交団体である偕行社での南京事件に関する証言収集に板倉が携わっていたことが理由となって、中央公論社からその鑑定（確認というべきか）を依頼された｡（しばしば板倉自身が改竄を発見したかのように語られることがあるが、板倉が改竄を発見したわけではない｡）内容を見た結果、板倉は改竄があることを認めざるをえず、本件を特集した雑誌『歴史と人物』に論考を寄せ、これを田中の意図的な改竄以外にありえないと断じた。すなわち、板倉によれば、発見された改竄は、大きな脱落さらには書き加えまであり、また、小さな誤読や脱落のようなものでも全体の状況や解釈に影響を与えるものがあり、それらは全て「南京事件否定」の方向で行われていた、これは明らかに編者である田中正明の意図的行為であると断じ、細かな送り仮名や漢文表記まで含めれば異同自体はおよそ九百ヵ所以上に及んでいたとする。
板倉と田中は、しばしば同じ出版社の雑誌を舞台に活動し、南京事件については極力小規模化ないし否定する方向で捉える等、歴史認識自体については近い立場で、ジャーナリストの本多勝一や歴史家の洞富雄等が対極的な立場に立つと見られていた。しかし、この事件が起きると、板倉は今度は一転してむしろ田中を、本多・洞と同じ穴のムジナと批判した。一方、洞の方では、板倉と田中こそ元々同穴の士とし、板倉が資料改竄事件に関する自身の意見はじきに棚上げにして、田中と元の協調関係を復活させようとしている節があることを指摘していた。宗教学者の菱木政晴は、板倉を、珍説を展開し、うんざりするような議論を繰り返すマニアックな人と評している。
1999年2月、肝不全のため死去。

## 主要著作
- 『本当はこうだった南京事件』（日本図書刊行会）
- 『間違いだらけの新聞報道』（共著 閣文社）
- 『南京事件の真実』ブックレット（日本政策研究センター）
- 「松井石根大将『陣中日記』改竄の怪」（『歴史と人物』昭和60年冬号）
- 「南京事件の数量的研究」（『軍事史学』平成2年通巻101号）
- 「南京事件-虐殺の責任論」（軍事史学会編『日中戦争の諸相』平成9年）
- 「「ラーベ日記の徹底検証」を批判する」（『正論』平成10年6月号）